# Memorial Marco Pantani 2009
Il Memorial Marco Pantani 2009, sesta edizione della corsa e valida come evento dell'UCI Europe Tour 2009 categoria 1.1, si svolse il 6 giugno 2009 su un percorso di 183,7 km. Fu vinta dall'italiano Roberto Ferrari che giunse al traguardo con il tempo di 4h29'49", alla media di 40,85 km/h.
Partenza a Cesena con 123 ciclisti, di cui 63 portarono a termine il percorso.

## Ordine d'arrivo (Top 10)
| Pos. | Corridore         | Squadra       | Tempo    |
| ---- | ----------------- | ------------- | -------- |
| 1    | Roberto Ferrari   | LPR Brakes    | 4h29'49" |
| 2    | Giovanni Visconti | ISD-Neri      | s.t.     |
| 3    | Valerio Agnoli    | Liquigas      | s.t.     |
| 4    | Francesco Ginanni | Diquigiovanni | s.t.     |
| 5    | Simone Ponzi      | Lampre-N.G.C. | s.t.     |
| 6    | Walter Proch      | Betonexpressz | s.t.     |
| 7    | Andrea Moletta    | Miche         | s.t.     |
| 8    | Domenico Loria    | C. Calzatura  | s.t.     |
| 9    | Fabio Taborre     | Diquigiovanni | s.t.     |
| 10   | Diego Tamayo      | Carmiooro     | s.t.     |